# William Billingsley
William Billingsley (Derby, 1758 – 1828) è stato un pittore e imprenditore inglese specializzato nel dipingere le porcellane.

## Biografia
Billingsley nacque a Derby nel 1758 e fece apprendistato sotto William Duesbury nella Royal Crown Derby Porcelain Works e lì divenne un grande pittore di porcellane. A Derby sviluppò uno stile estremamente personale nella pittura dei fiori che divenne così popolare con i clienti di Londra della Royal Crown Derby che, quando stava pensando di lasciarla nel 1796, l'agente di vendita scrisse ai proprietari per convincerli dell'importanza di mantenere i suoi servizi o impedirgli di andare a lavorare per un concorrente. Essi non furono in grado di convincerlo a rimanere, e da lì iniziò una serie di spostamenti che avrebbero scandito costantemente il resto della sua vita. Prima andò a Pinxton, un piccolo villaggio nel Derbyshire, dove creò una fabbrica presso cui rimase fino al 1801; questa restò in attività fino al 1812, ma i suoi prodotti furono di scarsa qualità. Billingsley si mosse ulteriormente andando a Mansfield e poi a Torksey, Lincolnshire, dove per la prima volta entrò in contatto con il ceramista Samuel Walker, che in seguito avrebbe sposato la figlia di Billingsley, Sara, nel 1812, quando il gruppo si trasferirà a Worcester. Prima di stabilirsi qui Billingsley entrò in contatto con una serie di fabriche di ceramiche in cerca di occupazione, compresa la Cambrian Pottery, Swansea, Glamorganshire nel 1807.

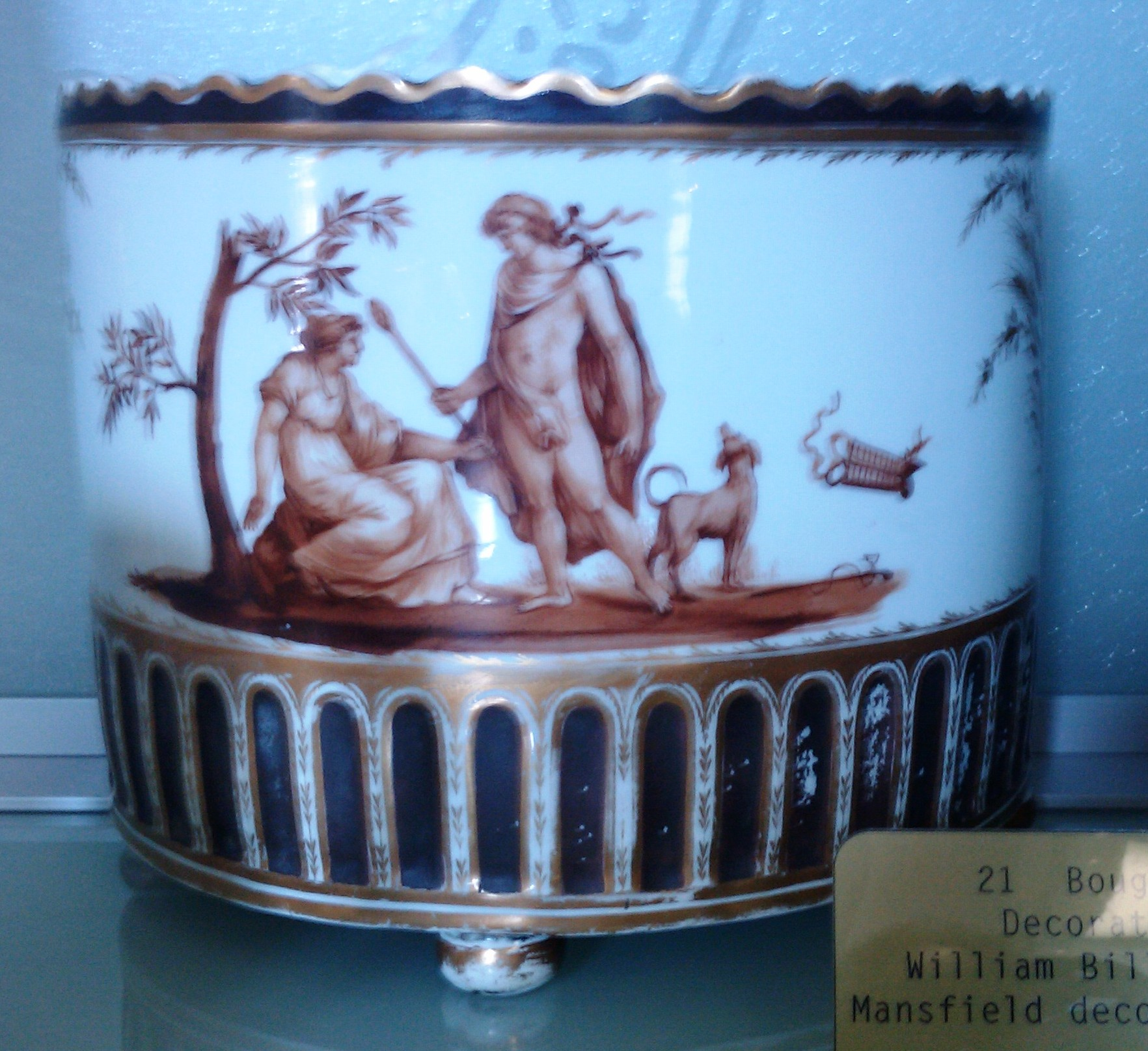
William Billingsley - Mansfield - 1799-1802

Billingsley iniziò a lavorare con la Royal Worcester nel 1808 e lì fu determinante nel perfezionamento dello studio della ricetta di quella porcellana. Mentre era impiegato presso ls Royal Worcester sotto Flight, Barr & Barr gli fu fatto firmare un contratto che gli impediva di divulgare le ricette della porcellana a terzi, tuttavia nel contratto non c'era alcuna clausola di divieto per quanto riguardava di produrre quella stessa porcellana. Infatti nel 1813 Billingsley prese con sé le sue ricette per la porcellana e la sua esperienza di vita nel settore ed insieme con le figlie Levinia, Sarah ed il genero Samuel Walker a Nantgarw, nel Glamorganshire, Galles, fondò la Nantgarw Pottery.
La Nantgarw Pottery venne fondata nel novembre del 1813, quando Billingsley & Walker acquistarono la "Nantgarw House" sul lato orientale del canale di Glamorganshire, otto miglia a nord di Cardiff nella Valle Taff, e si diedero alla costruzione dei forni e delle attrezzature ausiliarie necessarie per trasformare l'edificio in una fabbrica di porcellana di piccole dimensioni.
Billingsley e Walker avevano portato con sé un totale di 250 da investire nel loro progetto e nel gennaio 1814 l'imprenditore quacchero William Weston Young era già diventato il maggiore azionista nella loro impresa. Si presume che Young conoscesse Billingsley attraverso un comune amico, e anch'esso decoratore di porcellane, Thomas Pardoe, che Billingsley aveva incontrato alla Cambrian Pottery mentre cerca lì un'occupazione nel 1807. Il lavoro di Young per tutto il Glamorganshire come geometra può averlo inoltre messo nella posizione di consigliare Billingsley, mentre ancora lavorava presso la Royal Worcester, della idoneità del sito di Nantgarw.
La produzione di ceramica venne avviata, ma qualcosa nella comprensione di Billingsley & Walker della ricetta o del processo di produzione era sbagliato e per questo il 90% circa della porcellana venne stata rovinata nella cottura. Le risorse dei tre soci presto andarono esaurite, e il gruppo si avvicinò al “Comitato del Commercio e delle Piantagioni” per chiedere una sovvenzione di 500 sterline, facendo riferimento al contributo che il governo francese aveva dato la famosa fabbrica di porcellana di Sèvres. Essi non ebbero successo, ma un membro del comitato, un appassionato di porcellana, Sir Joseph Banks, suggerì al suo amico e ceramista Lewis Weston Dillwyn della Cambrian Pottery di Swansea, di fare un sopralluogo.
Dillwyn portò a termine l'ispezione, e pur rendendosi conto della notevole entità delle perdite dell'impresa rimase così impressionato dalla qualità dei pezzi superstiti che offry a Billingsley e Walker l'uso della Cambrian Pottery per migliorare la loro ricetta ed il relativo processo di produzione. Una dépendance venne costruita presso la Cambrian Pottery, dove Walker e Billingsley si stabilirono alla fine del 1814. Questa ricetta venne poi modificata e migliorata, ma il tutto era ancora abbastanza dispendioso tanto da spingere Dillwyn ad abbandonare il progetto e nel 1817 suocero e genero tornarono a Nantgarw. Young reinvestiti nella ceramica a Nantgarw ed inoltre diventò un insegnante di arte alla Free School di Cowbridge per contribuire ad aumentare i fondi. Billingsley e Walker continuarono a cuocere le loro porcellane in perdita fino ad un giorno di aprile 1820: mentre Young era via a Bristol i due fuggirono a Coalport lasciando dietro di sé il contratto di locazione per la ceramica e alcune migliaia di pezzi di porcellana decorata in vari stadi di produzione.
Billingsley lavorò per la Coalport Porcelain Works fino alla sua morte nel 1828. Walker e la moglie Sarah poi emigrarono in America dove fondarono la Temperance Hill Pottery a West Troy, New York.
Oggi le porcellane di Billingsley costituiscono una parte importante della collezione di porcellane del Derby Museum and Art Gallery.